# Копривница (Косовска Каменица)
Копривница (алб. Kopernicë) је насеље у општини Косовска Каменица, Косово и Метохија, Република Србија.

## Становништво
| Демографија | Демографија | Демографија |
| Година      | Становника  | Становника  |
| ----------- | ----------- | ----------- |
| 1948.       | 842         |             |
| 1953.       | 876         |             |
| 1961.       | 971         |             |
| 1971.       | 1.107       |             |
| 1981.       | 1.143       |             |
| 1991.       | 1.310       |             |